# VW ID.7
Der VW ID.7 ist ein batterieelektrisch angetriebenes Fahrzeug von Volkswagen. Er wurde am 17. April 2023 als Fließheck-Limousine im Rahmen der Shanghai Auto Show vorgestellt und kam im September 2023 in den Handel. Der VW ID.7 ist Teil der ID.-Familie und baut auf dem Modularen E-Antriebs-Baukasten (MEB) auf. Im Oktober 2023 wurde er zum German Car of the Year 2024 gewählt. Die Kombi-Version Tourer wurde am 19. Februar 2024 präsentiert und kam im Sommer 2024 in den Handel. Eine sportlichere GTX-Ausführung der Baureihe stellte Volkswagen am 13. März 2024 vor.

## Hintergrund
Das Konzeptfahrzeug ID. Vizzion, das im März 2018 auf dem Genfer Auto-Salon vorgestellt wurde, gab einen ersten Ausblick auf die Baureihe. Ein seriennahes Konzeptfahrzeug ist der ID. Aero, der im Juni 2022 debütierte. Das Serienfahrzeug wird seit Herbst 2023 in Europa und China angeboten; der Marktstart in Nordamerika sollte ursprünglich im dritten Quartal 2024 sein, wegen einer sich verändernden Dynamik im Markt der Elektroautos wurde er im Mai 2024 jedoch auf einen späteren Zeitraum verlegt und im Januar 2025 gänzlich abgesagt. Für den europäischen Markt wird der Wagen im Werk Emden gebaut, außerdem in China von FAW-Volkswagen wie auch von SAIC Volkswagen. Während die Version von FAW-Volkswagen zeitgleich mit der europäischen Version debütierte, zeigte SAIC Volkswagen auf der Shanghai Auto Show 2023 nur das Konzeptfahrzeug ID. Next. Die Serienversion dieses Joint Ventures wurde schließlich im Februar 2024 vorgestellt.
Beim ID-Treffen im September 2023 in Locarno präsentierte Volkswagen das Showcar VW ID.X Performance auf Basis des ID.7 mit 411 kW (559 PS).

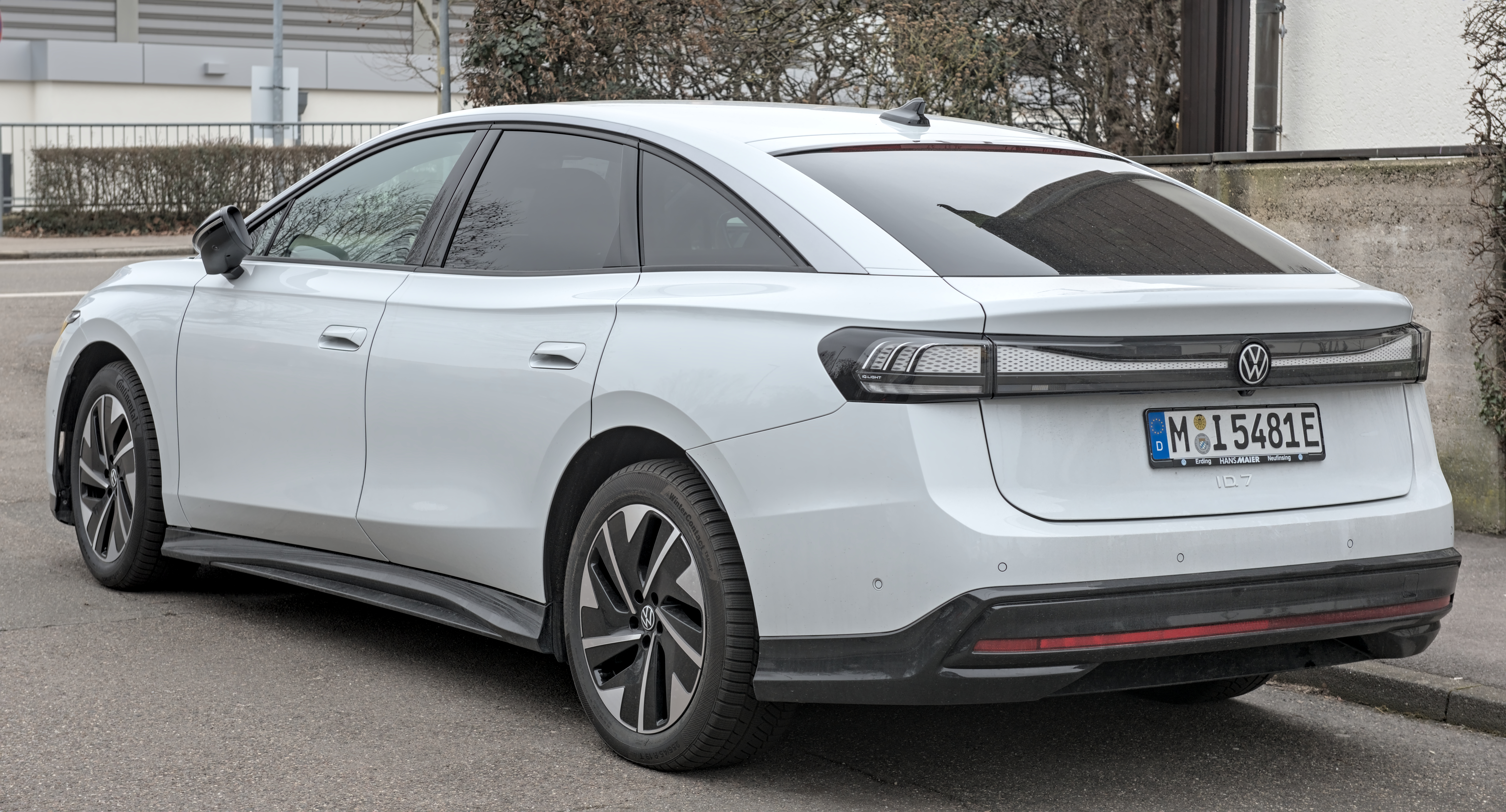
Heckansicht
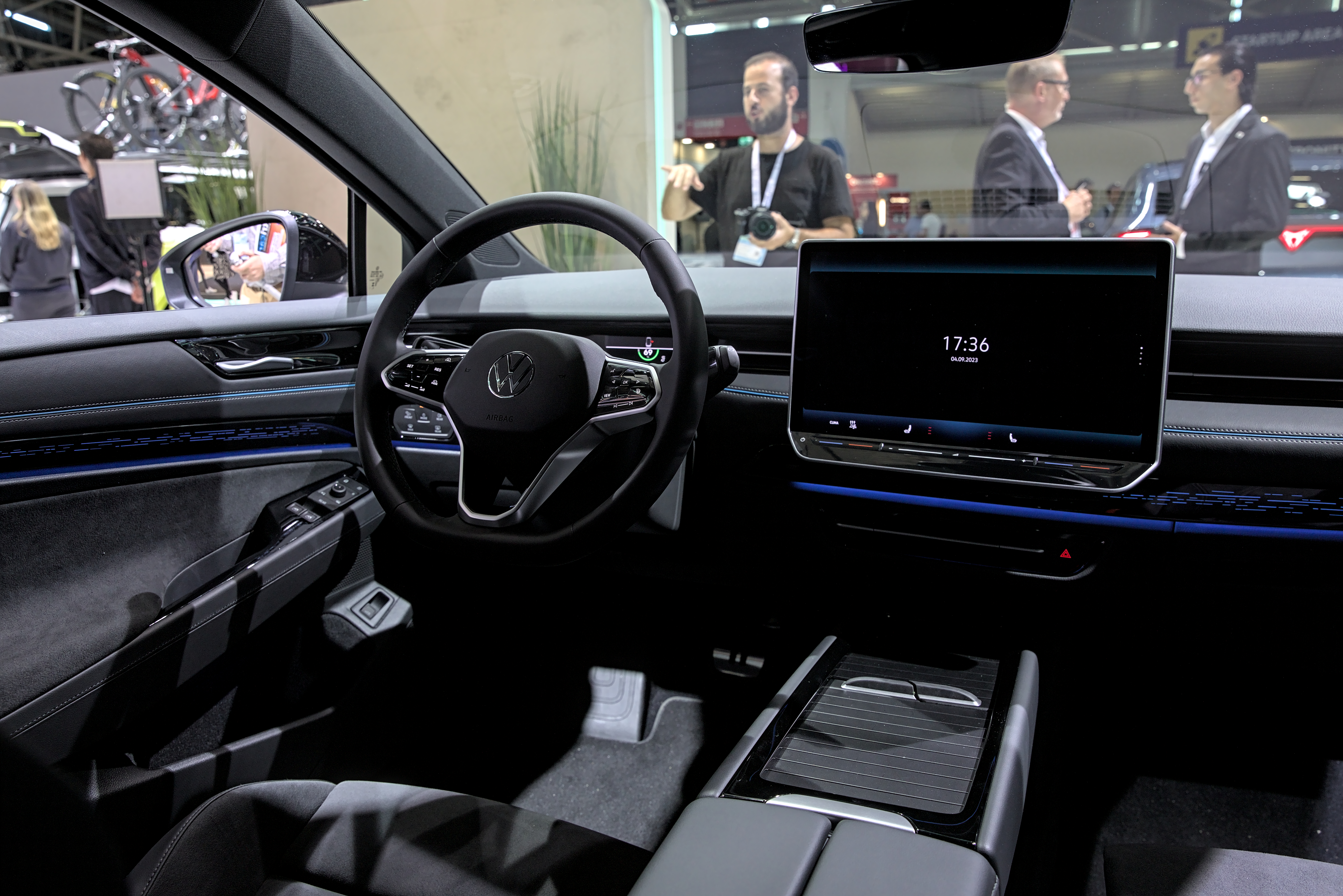
Innenansicht
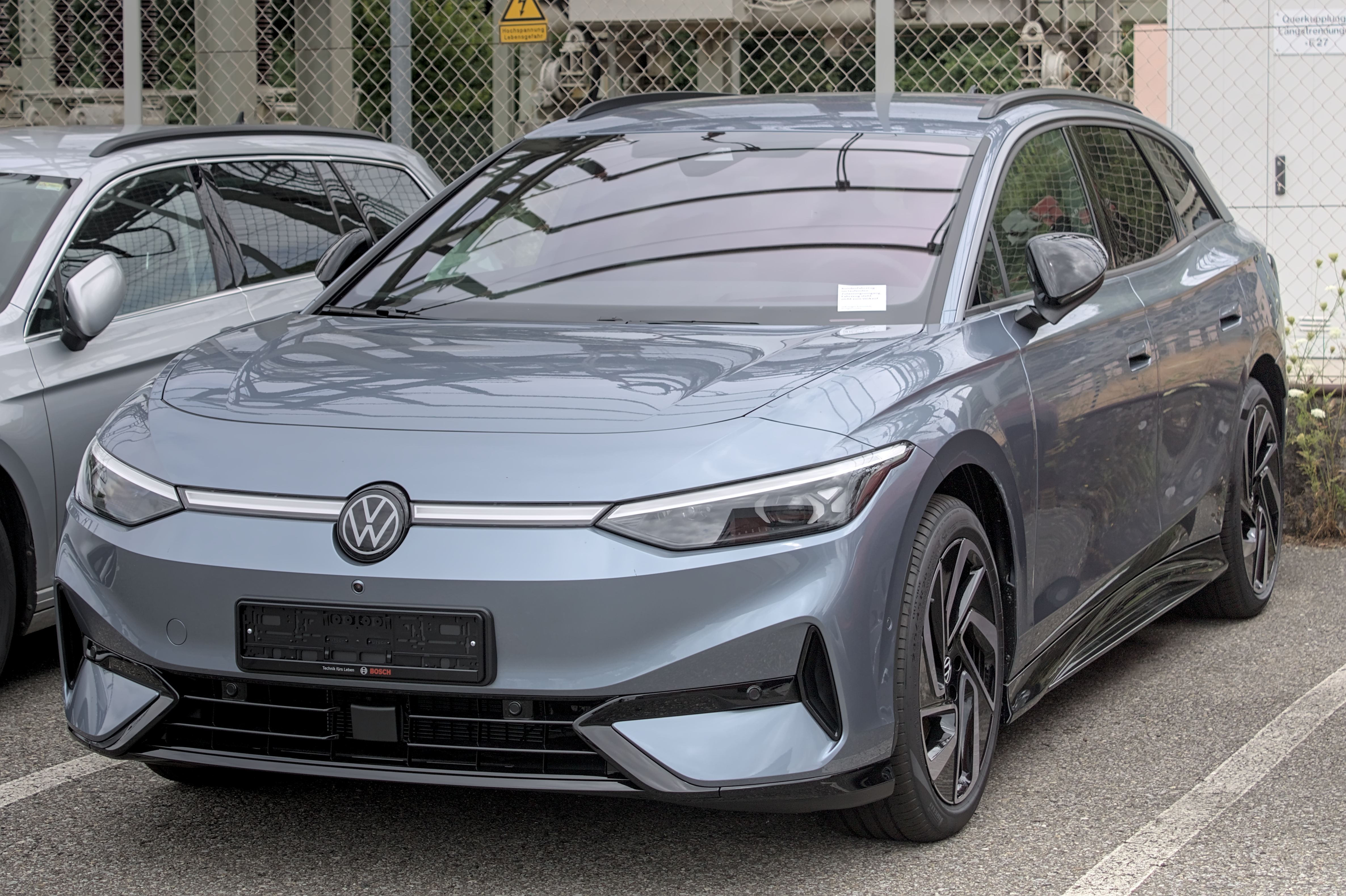
VW ID.7 Tourer (seit 2024)
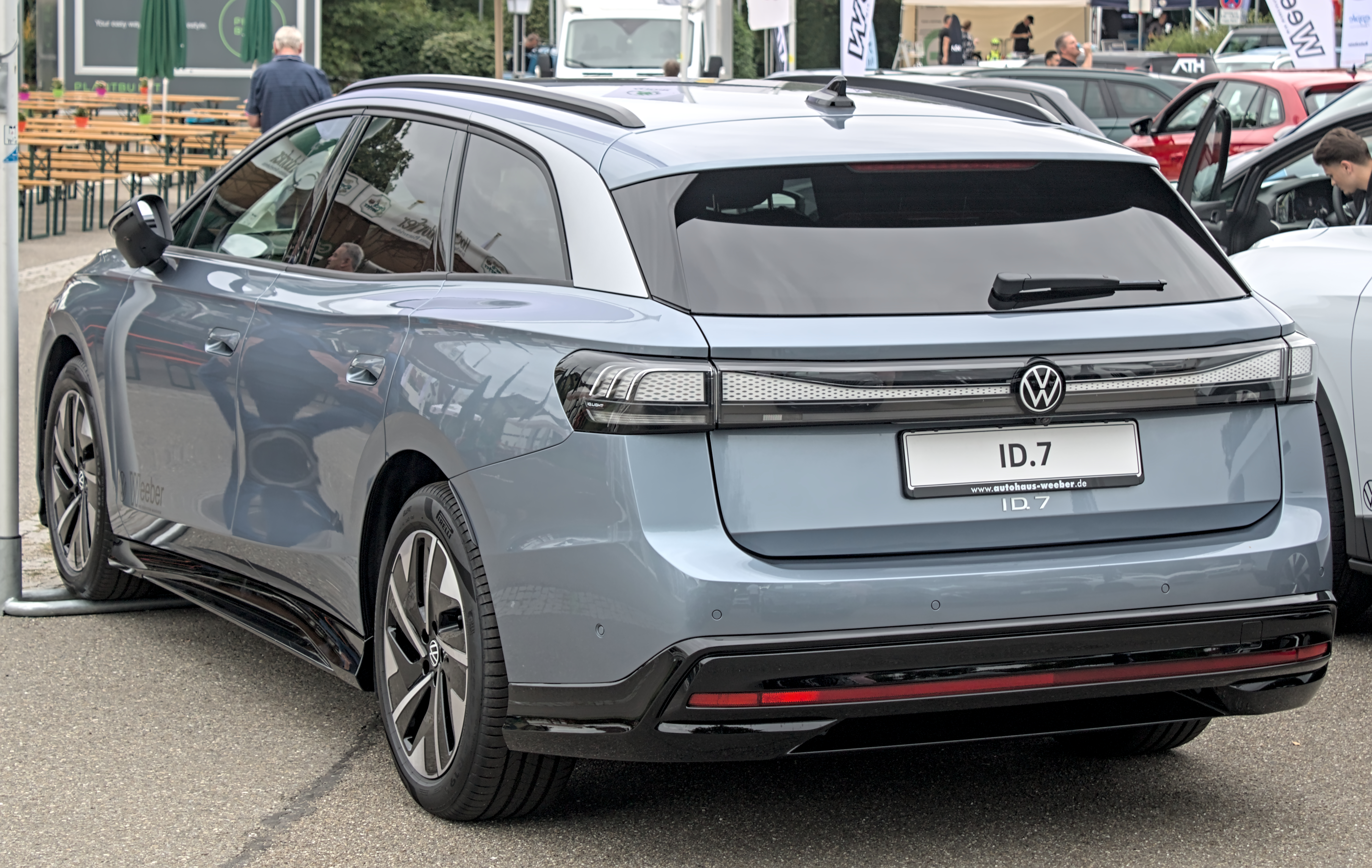
Heckansicht
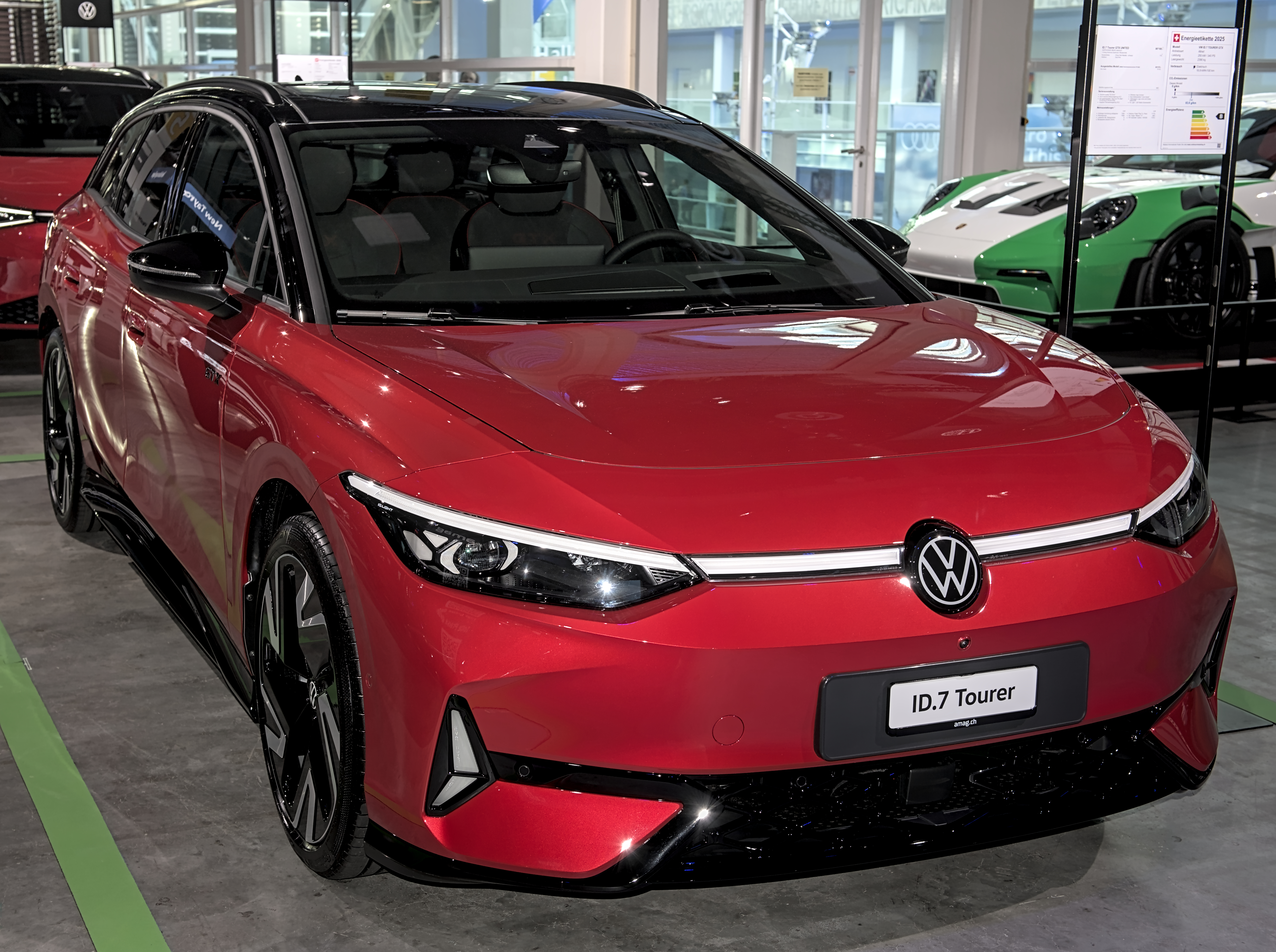
VW ID.7 GTX Tourer (seit 2024)
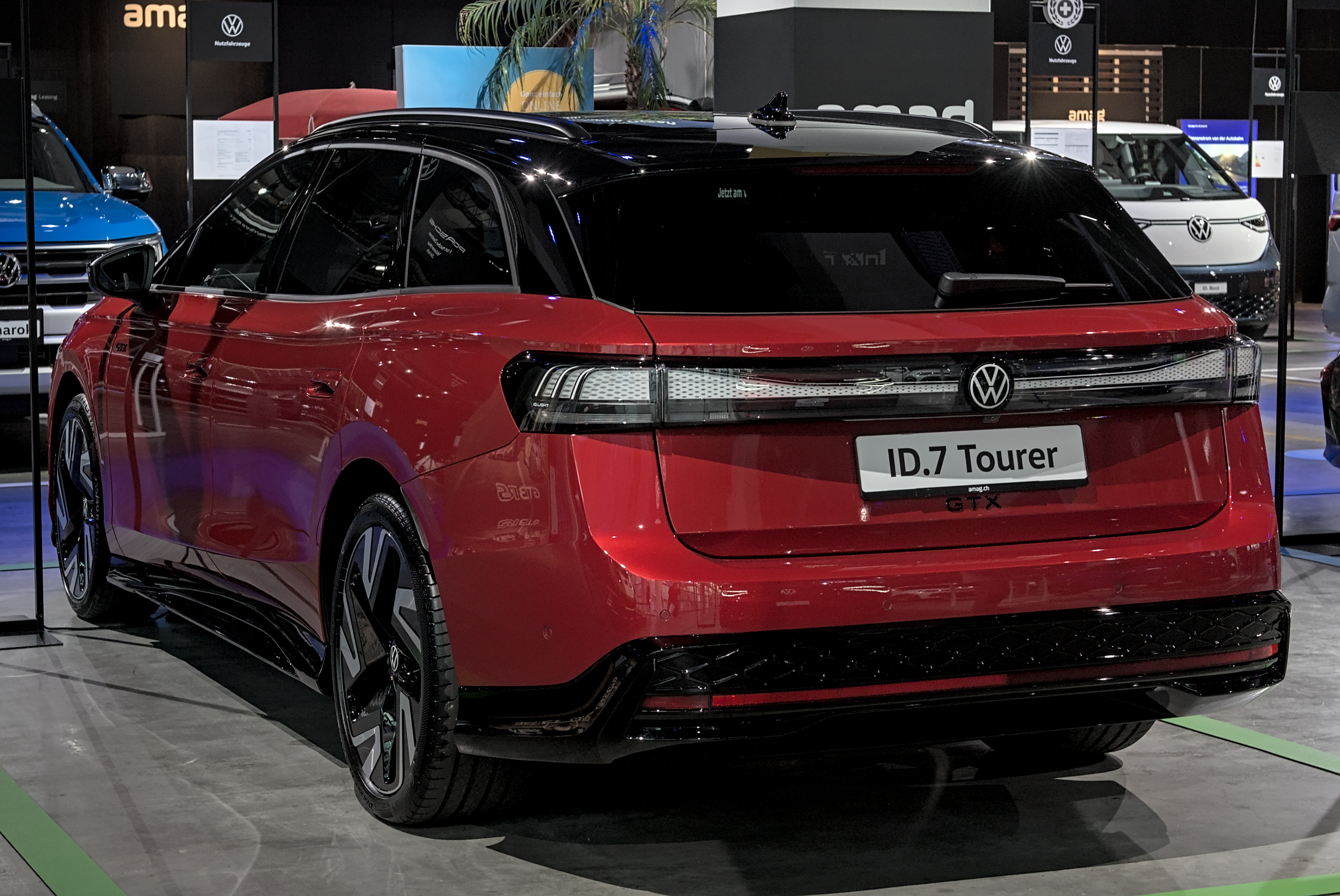
Heckansicht
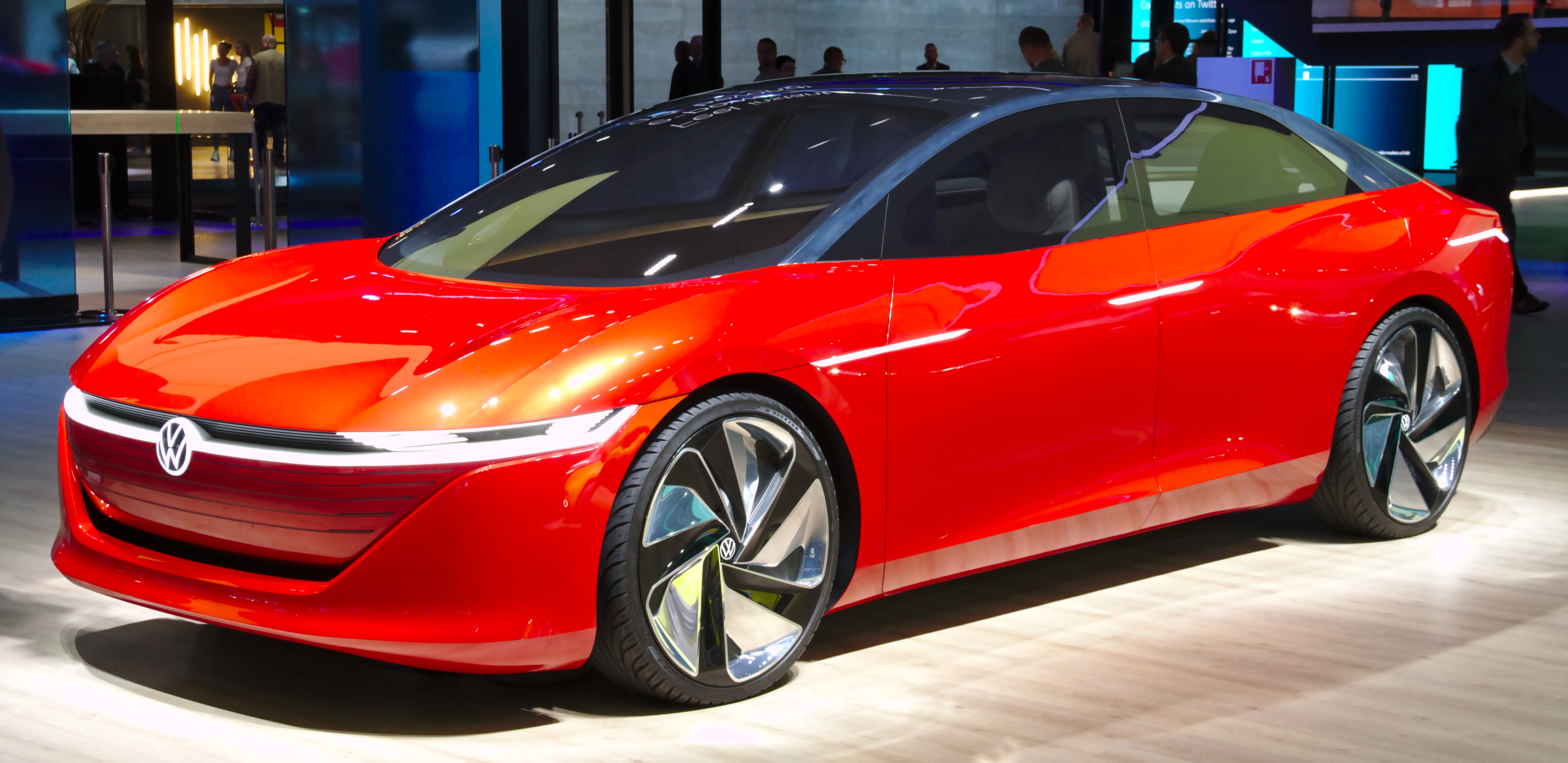
VW ID. Vizzion (2018)
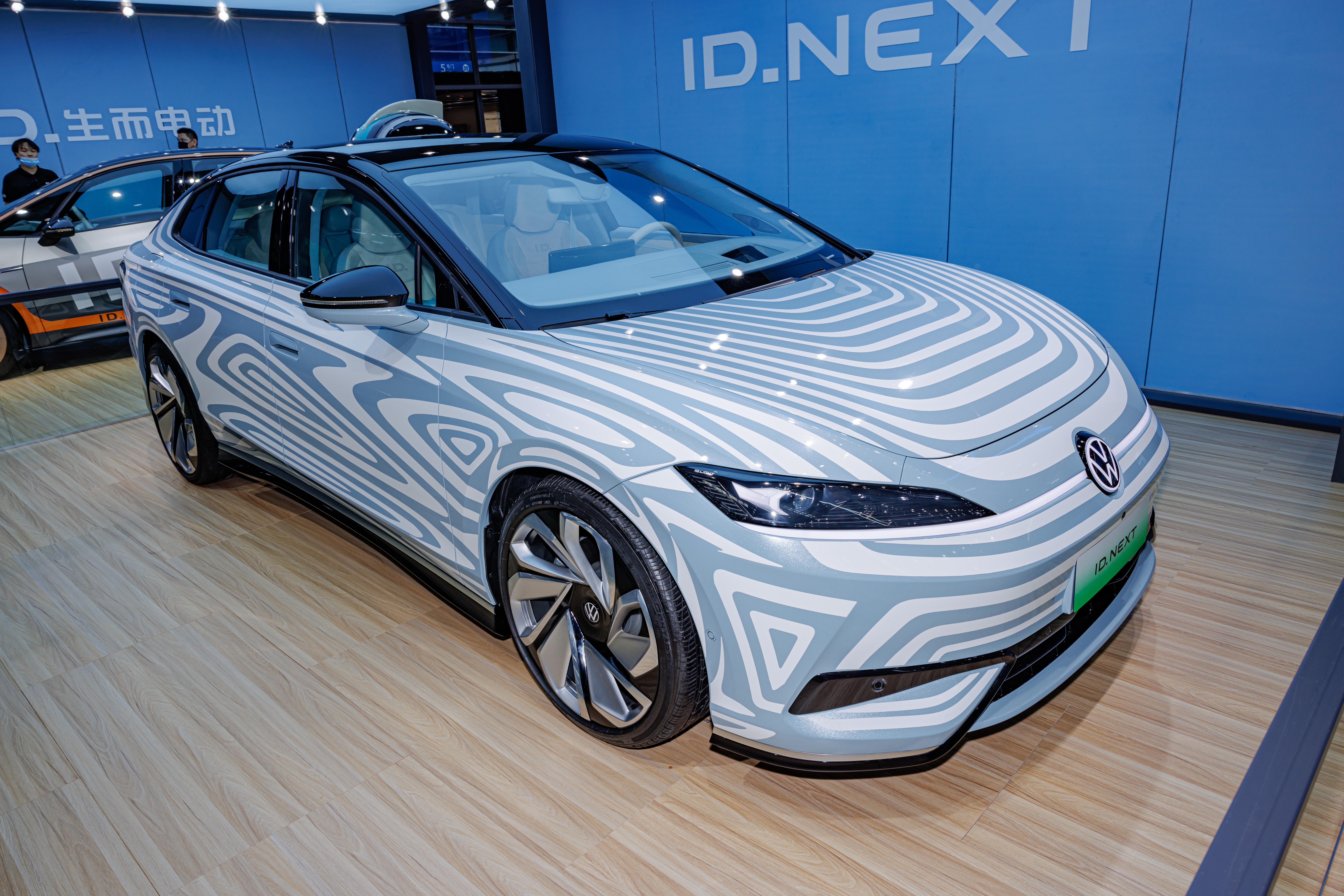
VW ID. Next (2023)

## Sicherheit
Im Herbst 2023 wurde der ID.7 vom Euro NCAP auf die Fahrzeugsicherheit getestet. Er erhielt fünf von fünf möglichen Sternen.

## Ausstattung und Technik

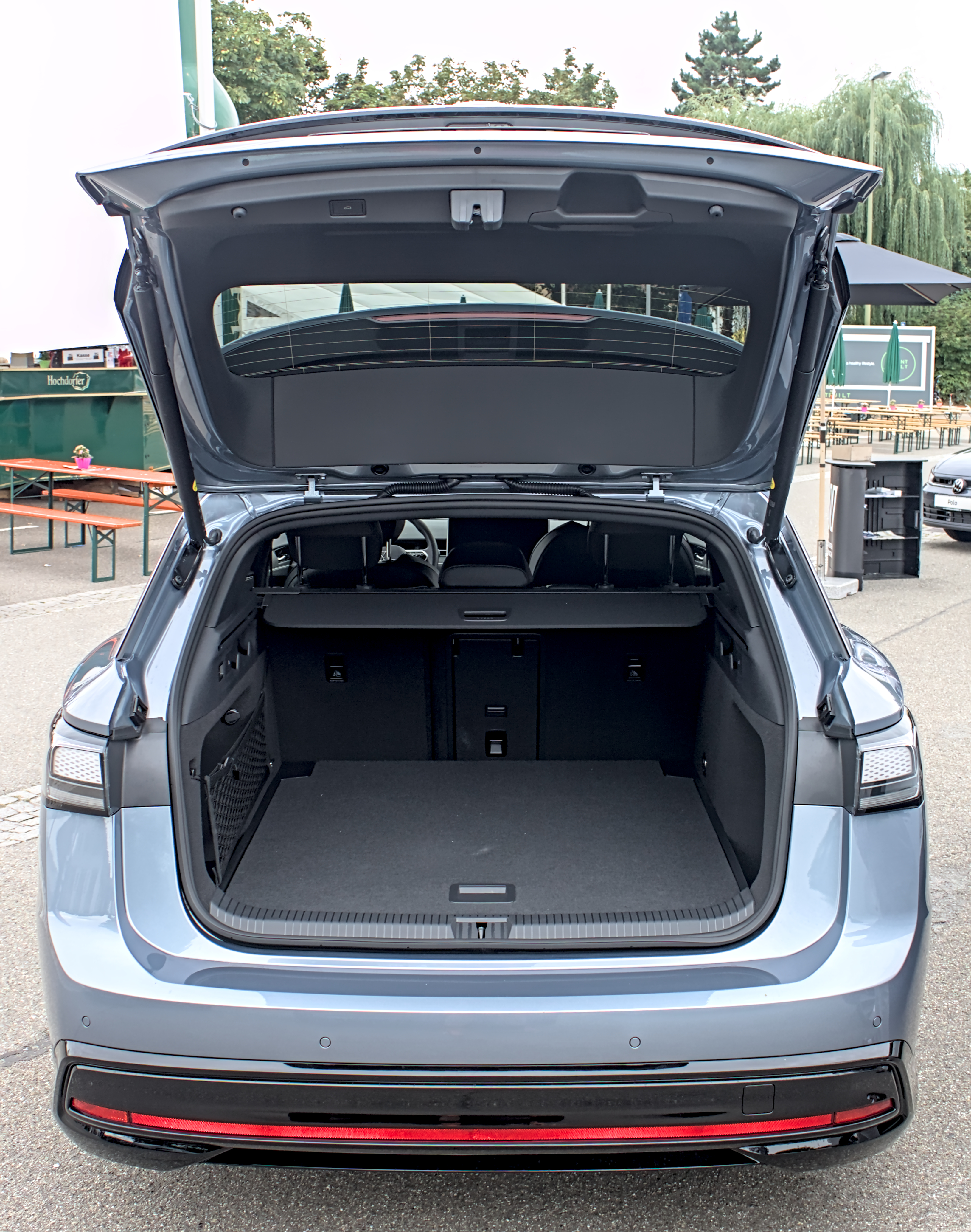
VW ID.7 Tourer, Kofferraum

Die Ausstattung umfasst ein Infotainmentsystem mit 38 cm Bildschirmdiagonale, ein Augmented-Reality-Head-up-Display und ein neues Bedienkonzept für die Klimaanlage. Auch sind die Touch-Slider (Tipp-Schieberegler) nach viel Kritik von Kunden über die bisherigen ID.-Modelle beim ID.7 nun beleuchtet.
Das Fahrzeug hat eine neu entwickelte Generation des Elektroantriebs mit 210 kW (286 PS). Die maximale Leistung beim GTX wird mit 250 kW (340 PS) angegeben.
Die Reichweite des ID.7 wird mit bis zu 700 km nach WLTP angegeben. Erreicht wird das durch eine Antriebsbatterie mit einem Energieinhalt von 86 kWh. Zudem steht ein kleinerer Akku mit 77 kWh Energieinhalt zur Wahl. Hier wird die Reichweite mit 621 km nach WLTP angegeben. Die Ladeleistung wird bis auf 200 kW angehoben (großer Akku) bzw. 175 kW beim kleineren Akku. Die AC-Ladeleistung ist maximal 11 kW. Der cw-Wert beträgt nach Herstellerangaben 0,23. Auf 100 km/h soll das Fahrzeug im Pro S aus dem Stand in 6,6 Sekunden beschleunigen, die Höchstgeschwindigkeit gibt Volkswagen mit 180 km/h an. Das Kofferraumvolumen beträgt 532 Liter, bei umgeklappten Rücksitzen 1586 Liter. Der Tourer fasst 605 bis 1714 Liter.

## Technische Daten
| Modell                                                 | Modell                                                 | Pro                                        | Pro S                                      | GTX                                                             |
| ------------------------------------------------------ | ------------------------------------------------------ | ------------------------------------------ | ------------------------------------------ | --------------------------------------------------------------- |
| Bauzeitraum                                            | Bauzeitraum                                            | seit 08/2023                               | seit 06/2024                               | seit 06/2024                                                    |
| Antrieb                                                |                                                        |                                            |                                            |                                                                 |
| Motorbaureihe                                          | Motorbaureihe                                          | VW APP550                                  | VW APP550                                  | VW APP550 (Hinterachse) VW AKA150 (Vorderachse)                 |
| Motorart                                               | Motorart                                               | 1× Dreiphasenwechselstrom-Elektromaschine  | 1× Dreiphasenwechselstrom-Elektromaschine  | 2× Dreiphasenwechselstrom-Elektromaschine                       |
| Motorbauart                                            | Motorbauart                                            | 1× permanentmagneterregte Synchronmaschine | 1× permanentmagneterregte Synchronmaschine | 1× permanentmagneterregte Synchronmaschine 1× Asynchronmaschine |
| Dauerleistung                                          | Dauerleistung                                          | 89 kW (121 PS)                             | 89 kW (121 PS)                             | 90 kW (122 PS)                                                  |
| Leistung, Hinterachse, Peak                            | Leistung, Hinterachse, Peak                            | 210 kW (286 PS)                            | 210 kW (286 PS)                            | 210 kW (286 PS)                                                 |
| Leistung, Vorderachse, Peak                            | Leistung, Vorderachse, Peak                            | —                                          | —                                          | 80 kW (109 PS)                                                  |
| Systemleistung                                         | Systemleistung                                         | —                                          | —                                          | 250 kW (340 PS)                                                 |
| Drehmoment, Hinterachse, Peak                          | Drehmoment, Hinterachse, Peak                          | 545 Nm                                     | 545 Nm                                     | 545 Nm                                                          |
| Drehmoment, Vorderachse, Peak                          | Drehmoment, Vorderachse, Peak                          | —                                          | —                                          | 134 Nm                                                          |
| Systemdrehmoment                                       | Systemdrehmoment                                       | —                                          | —                                          | 679 Nm                                                          |
| Antriebsart, Serie                                     | Antriebsart, Serie                                     | Heckantrieb                                | Heckantrieb                                | Allradantrieb                                                   |
| Getriebe, Serie                                        | Getriebe, Serie                                        | zweistufig übersetztes Eingang-Getriebe    | zweistufig übersetztes Eingang-Getriebe    | zweistufig übersetztes Eingang-Getriebe                         |
| Antriebsbatterie                                       |                                                        |                                            |                                            |                                                                 |
| Zellchemie                                             | Zellchemie                                             | Lithium-Ionen-Akkumulator                  | Lithium-Ionen-Akkumulator                  | Lithium-Ionen-Akkumulator                                       |
| Energieinhalt, brutto / netto                          | Energieinhalt, brutto / netto                          | 82 kWh / 77 kWh                            | 91 kWh / 86 kWh                            | 91 kWh / 86 kWh                                                 |
| Messwerte                                              |                                                        |                                            |                                            |                                                                 |
| Leergewicht mit Fahrer Limousine                       | Leergewicht mit Fahrer Limousine                       | 2184 kg                                    | 2230 kg                                    | 2328 kg                                                         |
| Leergewicht mit Fahrer Tourer                          | Leergewicht mit Fahrer Tourer                          | 2195 kg                                    | 2239 kg                                    | 2339 kg                                                         |
| zulässiges Gesamtgewicht Limousine                     | zulässiges Gesamtgewicht Limousine                     | 2640 kg                                    | 2690 kg                                    | 2790 kg                                                         |
| zulässiges Gesamtgewicht Tourer                        | zulässiges Gesamtgewicht Tourer                        | 2650 kg                                    | 2700 kg                                    | 2800 kg                                                         |
| Beschleunigung, 0–100 km/h Limousine                   | Beschleunigung, 0–100 km/h Limousine                   | 6,5 s                                      | 6,6 s                                      | 5,4 s                                                           |
| Beschleunigung, 0–100 km/h Tourer                      | Beschleunigung, 0–100 km/h Tourer                      | 6,6 s                                      | 6,7 s                                      | 5,5 s                                                           |
| Höchstgeschwindigkeit Limousine                        | Höchstgeschwindigkeit Limousine                        | 180 km/h                                   | 180 km/h                                   | 180 km/h                                                        |
| Höchstgeschwindigkeit Tourer                           | Höchstgeschwindigkeit Tourer                           | 180 km/h                                   | 180 km/h                                   | 180 km/h                                                        |
| Verbrauch auf 100 km (nach WLTP, kombiniert) Limousine | Verbrauch auf 100 km (nach WLTP, kombiniert) Limousine | 14,0–16,1 kWh                              | 13,6–16,2 kWh                              | 16,2–18,4 kWh                                                   |
| Verbrauch auf 100 km (nach WLTP, kombiniert) Tourer    | Verbrauch auf 100 km (nach WLTP, kombiniert) Tourer    | 14,4–16,5 kWh                              | 14,0–16,6 kWh                              | 16,6–18,8 kWh                                                   |
| Reichweite nach WLTP Limousine                         | Reichweite nach WLTP Limousine                         | 545–618 km                                 | 604–709 km                                 | 527–595 km                                                      |
| Reichweite nach WLTP Tourer                            | Reichweite nach WLTP Tourer                            | 530–605 km                                 | 588–690 km                                 | 516–584 km                                                      |
| Wechselstrom (AC)                                      | Anschluss                                              | Typ 2                                      | Typ 2                                      | Typ 2                                                           |
| Wechselstrom (AC)                                      | Ladeleistung                                           | 11 kW                                      | 11 kW                                      | 11 kW                                                           |
| Wechselstrom (AC)                                      | Ladedauer (0–100 % SoC)                                | 8:15 Std.                                  | 9:15 Std.                                  | 9:15 Std.                                                       |
| Gleichstrom (DC)                                       | Anschluss                                              | Typ 2 CCS                                  | Typ 2 CCS                                  | Typ 2 CCS                                                       |
| Gleichstrom (DC)                                       | Ladeleistung                                           | 175 kW                                     | 200 kW                                     | 200 kW                                                          |
| Gleichstrom (DC)                                       | Ladedauer (10–80 % SoC)                                | 28 min                                     | 26 min                                     | 26 min                                                          |
| cw-Wert Limousine                                      | cw-Wert Limousine                                      | 0,234                                      | 0,234                                      |                                                                 |
| cw-Wert Tourer                                         | cw-Wert Tourer                                         | 0,242                                      |                                            |                                                                 |

## Zulassungszahlen in Deutschland
Seit dem Marktstart bis einschließlich Dezember 2024 sind in der Bundesrepublik Deutschland insgesamt 15.649 ID.7 neu zugelassen worden. Davon hatten 1456 Einheiten Allradantrieb.
| 1.059 \| \| |
|             |

|  |

| 36 \| \| |
|          |

|  |

| 1.059 \| \| |
|             |

|  |

| 36 \| \| |
|          |

|  |

| 13.134 \| \| |
|              |

|  |

| 1.420 \| \| |
|             |

|  |

| 13.134 \| \| |
|              |

|  |

| 1.420 \| \| |
|             |

|  |

| 1.059 \| \| |
|             |

|  |

| 36 \| \| |
|          |

|  |

| 1.059 \| \| |
|             |

|  |

| 36 \| \| |
|          |

|  |

| 13.134 \| \| |
|              |

|  |

| 1.420 \| \| |
|             |

|  |

| 13.134 \| \| |
|              |

|  |

| 1.420 \| \| |
|             |

|  |

| 1.059 \| \| |
|             |

|  |

| 36 \| \| |
|          |

|  |

| 1.059 \| \| |
|             |

|  |

| 36 \| \| |
|          |

|  |

| 13.134 \| \| |
|              |

|  |

| 1.420 \| \| |
|             |

|  |

| 13.134 \| \| |
|              |

|  |

| 1.420 \| \| |
|             |

|  |

| 1.059 \| \| |
|             |

|  |

| 36 \| \| |
|          |

|  |

| 1.059 \| \| |
|             |

|  |

| 36 \| \| |
|          |

|  |

| 13.134 \| \| |
|              |

|  |

| 1.420 \| \| |
|             |

|  |

| 13.134 \| \| |
|              |

|  |

| 1.420 \| \| |
|             |

|  |

|  | Hinterradantrieb (14.193) |

|  | Hinterradantrieb (14.193) |

|  | Allradantrieb (1.456) |

|  | Allradantrieb (1.456) |